# Diaphanogryllacris gladiator
Diaphanogryllacris gladiator is een rechtvleugelig insect uit de familie Gryllacrididae. De wetenschappelijke naam van deze soort is voor het eerst geldig gepubliceerd in 1793 door Fabricius.